# Пролетно тайнство
Пролетно тайнство (на френски: Le Sacre du printemps; на руски: Весна священная) е балет по музика на Игор Стравински, либрето на Стравински и Николай Рьорих, сценография и костюми на Рьорих. Първата хореография е на Вацлав Нижински. Оригиналната постановка е на трупата Ballets Russes на Сергей Дягилев (на руски: Русский балет Дягилева). Премиерата на балета на 29 май 1913 г. в театър „Шанз-Елизе“ (Париж) предизвиква скандална сензация – публиката е шокирана, в залата възникват безредици. Оценката на критика е нееднозначна както по отношение на хореографията на Нижински, така и по отношение на музиката на Стравински. Музиката на балета получава своето признание на следващата година, при концертното изпълнение под управление на Пиер Монтьо (Pierre Monteux). Сценичното представяне на балета се приема от публиката едва след 7 години в новата хореографска версия на Леонид Мясин.
През втората половина на 20 век интересът към балета се възражда. През следващите години балетът има многобройни постановки с нови и разнообразни хореографски интерпретации, а също с възстановената версия на Нижински. 100 години след премиерата „Пролетно тайнство“ единодушно се оценява като революционна за времето си и новаторска във всички отношения творба, която е в съзвучие с тогавашните авангардни течения в изкуството.
Балетът е известен с френското си название Le Sacre du printemps (в превод на български Пролетен обред), като това наименование се използва и в някои други езици. На руски понякога се добавя подзаглавие „Картини от езическа Русия“ (на руски: Картины языческой Руси). В България, освен названието „Пролетно тайнство“ за балета, използва се също и преведеният руски вариант – „Свещена пролет“.
Музиката на балета се изпълнява и като самостоятелно оркестрово произведение.

## История на създаване

### Възникване на концепцията
Замисълът на балета възниква у Стравински в началото на 1910 г., но композиторът има противоречиви спомени за това. През 1920 г. той твърди, че първо му хрумват музикалните идеи на балета и асоциациите с картини на езически ритуали възникват под тяхно влияние. От друга страна, в своята автобиографична книга от 1936 г., „Хроника на моя живот“, Стравински описва обратната последователност на раждането на идеята за балета :
| „ | Веднъж, когато дописвах в Петербург последните страници на „Жар-птица“, във въображението ми напълно неочаквано, тъй като тогава мислех за съвсем друго, възникна картина на свещен езически ритуал: мъдри старци седят в кръг и наблюдават предсмъртния танц на девица, която те ще принесат в жертва на бога на пролетта, за да измолят неговата благосклонност. Това стана темата на „Пролетно тайнство“. Трябва да кажа, че това видение ми направи силно впечатление и аз веднага разказах за него на моя приятел, художника Николай Рьорих, чиито картини възкресяваха славянското езичество. Това го изпълни с възторг и ние започнахме работа заедно. В Париж разказах за своя замисъл на Дягилев, който веднага се увлече от него. Следващите събития, обаче, забавиха неговото осъществяване. | “ |

Либретото на балета Стравински разработва заедно с Николай Рьорих, руски художник, добре запознат с древнославянската култура и застъпващ в своите картини идеите на пантеизма. Двамата поставят обща цел – да въплътят чрез музика и образ мистичните ритуали на древните славяни, и бързо се разбират за първоначалното название на балета – „Великата жертва“ (на руски: Великая жертва). Вариант на сценария на балета е готов още пролетта 1910 г. Допълват го и завършват през лятото на следващата година в имение Талашкино на известната меценатка, княгиня Тенишева. Названието на балета се променя и става „Пролет свещена“ (на руски: Весна священная).
По това време в Париж с голям успех се провеждат „Руски сезони“ на балетната трупа на Сергей Дягилев, Ballets Russes (в България трупата е известна като „Руски балет на Дягилев“). Той препоръчва за хореограф на новия балет водещия танцьор в постановките на трупата, балетиста Вацлав Нижински. Нижински е известен като гениален изпълнител на главните партии в балетите на Михаил Фокин – балетмайстор, прочут със своята новаторска хореография. „Пролетно тайнство“ е една от първите постановки на Нижински, в която той представя свое оригинално виждане на танца, отричайки общоприетите канони, включително тези, установени от Фокин.

### Създаване на музиката
През септември 1911 г. Стравински е в Устилуг (Украйна) и работи над номерата „Пролетни гадания“ и „Пролетни хора̀“. През октомври заминава за Кларан, Швейцария, където през март 1912 г. завършва първия акт и нахвърля голяма част от втория. Подготвя също и версия за пиано, която вероятно използва, за да демонстрира през април същата година на Сергей Дягилев и на диригента на Ballet Russes, Пиер Монтьо. Прави също аранжимент за пиано за 4 ръце, който става първата публикувана версия на „Пролетно тайнство“. Изпълнява част от нея заедно с Клод Дебюси (юни 1912 г.).
Дягилев отлага приемиерата за 1913 г. и Стравински прекъсва работата върху партитурата през лятото на 1912 г. Възобновява я през есента – завършва финалния танц на жертвоприношението на 17 ноември 1912 г. През зимата работи върху оркестрацията на цялата партитура. Завършва я и я подписва с уточнението: „Завършено в Кларан, 8 март 1913“. Показва своето произведение на Морис Равел, който реагира възторжено и предрича, че първото изпълнение на „Пролетно тайнство“ ще има също толкова важно значение, каквото е имала премиерата на „Пелеас и Мелизанда“ на Клод Дебюси.
Репетициите на оркестъра започват в края на март. Монтьо посочва на композитора проблеми с оркестрацията, свързани основно с дисбаланса между различните инструменти. Стравински прави поправките и пренаписва финалните части на танца на жертвоприношението. Но поправките на партитурата не се ограничават само с тези, направени за премиерата през 1913 г. Стравински прави промени в нея в течение на следващите 30 години – „Пролетно тайнство“ е произведението на композитора, което претърпява най-много следпремиерни изменения.

### Хореография
За постановката на „Пролетно тайнство“ Сергей Дягилев препоръчва Вацлав Нижински, като смята, че неговият талант като танцьор е достатъчен, за да бъде и добър хореограф. До този момент Нижински има само един опит като балетмайстор – през 1912 г. той осъществява постановка на едноактен балет по музика на Клод Дебюси „Следобедът на един фавън“. Тя се реализира от трупата на Дягилев, Нижински изпълнява в нея главната партия. Хореографията на балета отхвърля класическия формализъм, постановката получава противоречиви оценки.
При „Пролетно тайнство“ Нижински отново демонстрира новаторски подход, отказвайки се от всички признаци и елементи на класическия балет. Следва основната идея на либретото и се стреми чрез хореография да предаде емоциите на участниците в ритуалните действия, да пресъздаде езическата атмосфера. Танците са с подчертана грубост и примитивност на движенията – притиснати към тялото лакти, обърнати навътре стъпала, сгънати колената, наведени и втиснати в раменете глави. Вместо високи скокове-полети, романтична импресия и гъвкава пластика зрителите виждат наведени гърбове, резки движения, тропот на крака, напрегнатост и скованост на телата. Цялата хореография е посветена на идеята чрез тежест и тромавост на танца да се изрази първобитната експресивност. За артистите хореографията е трудна, за балетмайстора музиката е непривична и сложна. Налага се Стравински да помага на Нижински да се справя със сложната в интонационно и ритмическо отношение партитура. Нижински на глас брои тактовете, за да улесни танцьорите да поддържат зададения от композитора ритъм. Работата върви трудно, сред артистите зрее недоволство, появяват се притеснения, че няма да успеят за заявената премиера, но Нижинский все пак успява навреме да завърши работата над балета.
При оценяването на хореографията на Нижински Стравински с течение на времето рязко променя мнението си. Веднага след скандалната приемиера в театър „Шанз-Елизе“, той в частно писмо нарича я „безподобна“. 20 години по-късно в книгата си „Хроника на моя живот“ подлага Нижински на унищожителна критика и твърди, че танците са далеч от това, което той искал. След още 30 години Стравински смята, че постановката на Нижински е най-хубавата, която е виждал. Според Рьорих в хореографията на Нижински има няколко екзотични танца, но няма нищо твърде ексцентрично. Сестрата на Нижински, Бронислава Нижинска, балерина и балетмайстор, е убедена, че неговото новаторство е истинско откритие, което дава начало на нова епоха в балетната хореография. Дягилев е доволен от работата на своя балетмайстор. Публиката обаче не разбира и не приема „експресивния примитивизъм“ на хореографията на Нижински.

### Сценография и костюми
Рьорих е художник-сценограф на не една постановка на „Пролетно тайнство“. Декорациите, които той създава към балета, имат за цел да покажат близостта на древния човек към природата, възприемана от него като жив участник в битието му. Декорите за различните постановки се различават, но на сцената винаги присъстват символите на древнославянската култура. Единият от тях е дърво с разперени клони, символизиращо човешкия род с корени, устремени към сакралното начало на живота. В декоративната композиция на първата премиера централното място заема голям камък, символ на космическата сила и връзката с мистичния свят. Костюмите на девойките и младежите – пъстри, с ярки багри и шевици, възпроизвеждат древноруската дреха.
Започвайки работата върху декорите на „Пролетно тайнство“, Рьорих вече има предишен опит за сценографско оформяне на музикална творба. През 1908 г. той подготвя ескизи за декорации на операта „Снежанка“ (на руски: Снегурочка) на Римски-Корсаков за Opéra Comique (Париж). Известни са декорациите на Рьорих за операта „Княз Игор“ на Бородин, поръчани през 1909 г. от Дягилев за „Руските сезони“ в Париж.

Отличителната черта на подхода на Рьорих при изработване на ескизи за театрални декорации е, че той създава пълноценни самостоятелни живописни картини. По същия начин художникът подхожда към изготвянето на ескизите за балета „Пролетно тайнство“. Започва още през 1910 г., когато музиката още не е готова, а либретото не е завършено, но той има изграден визуален образ:
| „         | Аз искам да изобразя как по време на светла лятна нощ на върха на свещения хълм – известен в история като каменен лабиринт – се изпълнява поредица ритуални древнославянски танци, които завършват с жертвоприношение. | “ |
| Н. Рьорих | |   |

За първоначалната версия на едноактен балет изработва три варианта, като всичките картини се наричат по един и същи начин: „Великата жертва“. Единият от вариантите, който се смята за основен, остава при съпругата на художника. През годините и трите картини сменят собствениците си и преминават от колекция в колекция.
Според основния вариант сцената е свободна, по средата ѝ се намира неголямо възвишение, имитиращо т.нар. северен лабиринт (древно мегалитно съоръжение), а фонът е голямо небесно пространство, което по замисъла на художника трябва да променя своята осветеност с помощта на светлинни филтри. Вторият вариант е картина, на която е изобразено само едно огромно небе и връх на полегат хълм, около който са наредени големи камъни. Третият вариант показва езически ритуал, в който участват белобради старци.

През лятото на 1911 г. Стравински и Рьорих се срещат в смоленското имение на княгиня Тенишева и доработват либретото. Балетът вече се състои от две части – „Целуване на земята“ и „Великата жертва“. Събитията в първата част стават през деня, а във втората – през нощта. Няколко месеца след тази среща Рьорих възобновява работата си по декорите на балета. Трите ескиза за първата част отново са изображение на пейзаж. При първия вариант в центъра на картината се намира самотен бор с изкривен ствол и пищна крона, зад него се вижда неголямо езеро, по краищата са показани хълмове с гъсти гори по върховете и нежна зеленина по склоновете. Пейзажът сочи към настъпването на ранна пролет. Картината е в съзвучие с тържествените тежки и бавни музикални фрагменти, но не и с идеята за бурното пробуждане. Вторият вариант запазва основното съдържание на първия, но композицията и цветовата гама са променени. Използват се по-ярки цветни петна, а вместо бор е изобразен дъб. Дървета има не само по върховете на хълмовете, но и по техните склонове, като вместо северни ели има бели брезички, които подчертават мощта и силата на дъба. След допълнителното доработване на този ескиз окончателният вид на втория вариант изобразява не пробуждаща се, а ликуваща пролет – ярка зеленина, на чийто фон контрастират жълти цветя и бели камъни, дъбът е още по-мощен, езерото е с наситен син цвят. Но през декември 1912 г. Рьорих пише на Стравински, че променя декора на първия акт и маха дървото. В третия вариант на преден план той изобразява голям камък, на заден план вместо едно езеро се появяват две по-малки. Хоризонтът е закрит от висока, зелена планина, белите брезички и цветята по хълмовете остават. Тази версия става основа за декорациите на балета и е изпълнена за премиерата през 1913 г. в Париж. Декорът за втората част – „Великата жертва“ – не се използва в тази постановка, за което Рьорих много съжалява:
| „         | За първата и втората картина имаше специални декорации, но поради поевтиняването двата акта се поставяха с първата декорация. Това поевтиняване! А втората декорация бе нужна. При нея цялата сцена бе заета от нощно небе, на което се размята разперен облак във вид на гигантска глава. | “ |
| Н. Рьорих | |   |

В сравнение с музиката и хореографията на балета декорациите на Рьорих са по-скоро традиционни. Новаторството на художника се проявява в костюмите, за чиято основа той използва образците от колекцията на княгиня Тенишева. Той вплита етнографска достоверност в своята поетична представа за древноруското облекло. Рьорих облича девойките в ярки рокли с красиви кантове и пъстри орнаменти. Мъжете са с подобни по стил рубашки и широки панталони. Танцьорите носят шапки; краката им са с увити почти до колене платнени ленти (на руски: онучи) и са с обувки, изплетени от лико (на руски: лапти).
Ескизите за костюмите са готови към края на есента на 1912 г. и са изпратени на Стравински. Той е във възторг и само се надява да бъдат добре ушити. Същите костюми са използвани отново през 1920 г. за новата постановка на „Пролетно тайнство“, осъществена от Леонид Мясин за парижките представления на Дягилев. В по-голямата си част костюмите за първата постановка на балета през 1913 г. са запазени до днес. Те се намират в различни музеи и се показват по повод чествания на събития, свързани с балета. Така, през 1984 г., в Базел, на изложбата, посветена на Стравински, се излагат 11 оригинални костюма от колекциите на лондонските музеи.

### Премиера в Париж
Премиерата на балета е на 29 май 1913 г. в новопостроения театър „Шанз-Елизе“. В този ден като официална програма на спектакъла се използва преведеният на френски поетичен текст на Николай Рьорих:
| „         | После дня и после полуночи. Камни заклятые по холмам лежат. Ведут девушки игры тайные. Ищут пути великого. Славят, величают жертву избранную. Призовут старцев, свидетелей праведных. Человеки-праотцы мудрые смотрят жертву великую. Воздадут жертву Яриле прекрасному, красному. | “ |
| Н. Рьорих | |   |

Програмата включва също „Силфиди“ по музика на Фредерик Шопен, „Призракът на розата“ по пиесата „Покана за танц“ на Карл Мария фон Вебер и „Половецки танци“ на Бородин.
Генералната репетиция с костюми протича пред преса и избрани гости. Според Стравински всичко минава спокойно, но присъстващият музикален критик предвижда възможни проблеми с публиката, която би могла да възприеме представлението като подигравка.
На 29 май театърът е препълнен. Билетите се продават на цена, двойна спрямо обичайната. По онова време публиката на парижкия балет се състои от две групи: богати зрители от светски тип, седнали в ложите и очакващи да видят традиционно изпълнение с красива музика, и група бохеми, които биха приветствали всичко ново и неординарно само за да се противопоставят на зрителите от ложите. Първо е представена „Силфиди“, главните партии изпълняват Нижински и Тамара Карсавина. След това идва ред на „Пролетно тайнство.“ Според диригента Монтьо конфликтът, който възниква отначало, е между двете групи зрители, но когато почва да свири оркестърът, агресивното им поведение се прехвърля върху него. Според музикалния историк Ричард Тарускин не музиката на Стравински предизвиква бурната реакция на публиката, а хореографията на Нижински. Музикантите са замеряни с различни предмети, в залата цари невероятен шум. Оркестърът обаче продължава да свири въпреки всичко. След като чува смях и подигравки, Стравински почти веднага напуска залата. Публиката вика, свирка, тропа с крака. Една дама от ложа удря плесница на крещящ мъж от съседна ложа, той предизвиква нейния придружител на дуел. Дягилев няколко пъти пали и гаси светлините, за да успокои публиката – без успех. Майката на Нижински припада, зад кулисите Стравински и Нижински се опитват да успокояват танцьорите. По време на краткия антракт между двете части се намесва полицията, за да изведе най-буйните зрители, но обстановката не се променя много. Все пак Мария Пилц (Maria Piltz) успява да изпълни финалния танц на жертвата при относителна тишина. Танцьорите завършват изпълнението си, но не се осмеляват да излязат за поклони.
След антракта, когато се представя „Призракът на розата“, публиката е напълно спокойна.
Оценките на критиката по отношение на представлението и музиката са противоречиви. Някои определят балета като „варварски“ и изразяват съжаление, че Стравински е взел участие в неговото създаване. Според други постановката е великолепна, особено изпълнението на Мария Пилц, а безредиците са просто „глупав дебат“ между две невъзпитани групи.
Премиерата е последвана от още 5 представления в театър „Шанз-Елизе“, като последното е на 13 юни 1913 г. Реакцията на публиката на тях е относително спокойна, но атмосферата е подобна на тази от първата вечер. Композиторът Джакомо Пучини, който посещава второто представление на 2 юни, описва хореографията като нелепа, музиката – какофония, реакцията на публиката – недоброжелателна. Същата година Дягилев прави турне в Лондон, където постановката на Нижински има 4 представления.

## История на представлението

### Постановки на Леонид Мясин
Балетът „Пролетно тайнство“ се поставя отново от трупата на Дягилев няколко години след скандалното представяне в Париж през 1913 г. Този път работата на балетмайстор е поверена на младия балетист и хореограф от руски произход, Леонид Мясин. Хореографията на тази версия на балета се различава съществено от първата на Нижински. Мясин не се стреми да следва точно особеностите на партитурата, напротив – движенията не винаги са в синхрон с музиката. Идеята на спектакъла да се представят картини от езическа Русия той осъществява с хореография, наподобяваща руския фолклорен танц. Новата постановка е представена през декември 1920 г. и този път се приема от публиката и критиката доброжелателно. Същата версия на балета Мясин представя през 1930 г. във Филаделфия. Партията на „Избраната“ изпълнява Марта Греъм. Това е първото представяне на балета в САЩ.
През 1944 г. Мясин отново се обръща към този балет на Стравински. За своите намерения той пише на Рьорих:
| „ | Сега ми се появи силно желание да възобновя също „Пролет свещена“. Моята първа мисъл бе да се възползвам от материала, който бе направен от Лигата на композиторите през 1929 г., но за съжаление той вече не съществува. Мога ли да Ви помоля да направите нови скици? | “ |

Рьорих се отзовава на молбата и подготвя няколко ескиза за спектакъла. Така се появява картината Весна Священная (Пролет свещена) от 1945 г. Съдържанието на тази картина се различава от декорите на постановката през 1913 г. Композицията на женските фигури и багрите на природата създават усещане за пролетен празник, време на надежда и възраждане. Костюмите на изпълнителите са същите, ушити за представлението през 1913 г. Новата си постановка Мясин представя в Ла Скала, Милано, през 1948 г.

### Други хореографии
Интересът към балета значително нараства след няколко десетилетия, във втората половина на 20 век. Последвалите хореографски интерпретации са най-разнообразни, броят им надхвърля 150. Много от тях, новаторски и оригинални, са станали част от над 100-годишната история на „Пролетно тайнство“.
През 1957 г. германската хореографка, представителка на движението „Експресионистичен танц“ (Ausdruckstanz), Мери Вигман (на английски: Mary Wigman; на немски: Marie Wiegmann) представя в Берлин своята версия на модерен балет. Тази версия се възстановява през 2014 г. от Баварския държавен балет в Мюнхен.
През 1962 г. Балетът на Ковънт Гарден (The Royal Ballet) кани балетмайстора Кенет Макмилън (Kenneth MacMillan) за постановка на „Пролетно тайнство“. Неговата хореография се радва на положителната оценка на критиката и в течение на 50 години спектакълът многократно е включван в репертоара на балета.
Към партитурата на Стравински, която през първата половина на 20 век преди всичко се изпълнява като самостоятелно музикално произведение, се обръща и балетмайсторът-авангардист Морис Бежар (Maurice Béjart). Той има свое оригинално виждане, различно от първоначалното на създателите на „Пролетно тайнство“, и превръща балета в метафора за пролетта на човечеството. Темата на балета на Бежар – станал легенда – не е ритуалното жертвоприношение, а любовта между жена и мъж. Подобно на първата, постановката е отново революционна за времето си. На сцената 20 жени и 20 мъже танцуват с особена пластика „брачен танц“, зараждащата се любов се превръща в бурна страст. Балетната трупа на Бежар „Балет на 20 век“ (Ballet du XXme Siècle) поставя „Пролетно тайнство“ 2 пъти – през 1959 г. в Брюксел и през 1965 г. за Парижката опера. Същата постановка се представя в Болшой театър за 100-годишнината на балета от наследилата „Балет на 20 век“ трупа „Балет „Бежар“ (Béjart Ballet Lausanne).
В Москва сценичната версия на партитурата на Стравински се представя за първи път през 1965 г., на сцената на Болшой театър. Постановката е със значително променено либрето на балета. Хореографите Наталия Касаткина и Владимир Василев въвеждат нови герои, допълвайки древнославянския сюжет с любовна история между Избраната и Пастир. Хореографията на спектакъла съчетава класическия танц с елементите на фолклора. Балетистите танцуват на поанти.
В Германия няколко театъра проявяват интерес към балета. Работата на американския хореограф Джон Ноймайер (John Neumeier) с Франкфуртския балет през 1972 г. представя метафора за агресивно и саморазрушаващо се човечество. Спектакълът е с особена визия – всички балетисти са облечени в трика с телесен цвят. Скоро след него в Мюнхен, друг американски балетмайстор, Глен Тетлей (Glen Tetley), поставя една от най-радикалните версии – при него за жертва се избира млад мъж. Премиерата е през 1974 г. Следващата, оценена като революционна, постановка на „Пролетно тайнство“ носи световна известност на своя балетмайстор, немската хореографка Пина Бауш (Pina Bausch). Сюжетът на балета е запазен, но съдържанието не е свързано с картините от древна Русия. Темата е по-широка, ритуалът на жертвоприношението се интерпретира като насилие. Изразните средства са необичайни и въздействащи – фолклорният елемент е отхвърлен, танцьорите са боси, техните движения излъчват болка, отчяние, страх. Сцената е покрита със слой навлажнена пръст. На края на представлението артистите са потни, покрити с кал, чува се тяхното тежко дишане. Балетът има премиера през 1975 г. във Вупертал (Германия) и днес се смята за класика на модерната хореография.
През 1984 г. Марта Греъм (Martha Graham), първата американска изпълнителка на партията на Избраната, представя в Ню Йорк своята хореография на балета. Според критиката, пустинният пейзаж, изобразен на сцената, се асоциира с ландшафта на американския югозапад, а танците са вдъхновени от индианските ритуали.
През 1987 г. Милисент Ходсън (Millicent Hodson) и Кенет Арчър (Kenneth Archer) успяват след години изследователска работа да възстановят хореографията и сценографията на първия спектакъл на Ballets Russes. Съживената постановка се представя от чикагската трупа Joffrey Ballet в Лос Анджелис. През 2003 г. този спектакъл е пренесен в Санкт Петербург и представен на сцената на Мариинския театър. Същата година той е показан в Ковънт Гардън.
С музиката на Стравински има постановки за версията пиано за 4 ръце, създадени са солови танцови представления и дори рок интерпретация. В южното полушарие балетът е представен от съвместната хореография на балетната трупа на австралийските аборигени „Бангара“ (Bangarra Dance Theatre) и Австралийския балет (The Australian Ballet).

## Партитура
Изследователите на творчеството на Стравински намират в „Пролетно тайнство“ мелодии, произхождащи от литовската и руска фолклорна музика. Началната мелодия на фагота Стравински заимства от антологията на литовските народни песни. Другите музикални фрази, звучащи като народни, според композитора вероятно са резултат на „някаква несъзнателна народна памет“.
В драматургичен план музиката на балета два пъти стига до кресчендо – те отразяват кулминациите в края на първата част и на финала на цялото произведение. Отличителната особеност на партитурата е връзката между тембъра на инструмента и изпълняваната от него мелодия. Другата особеност е ролята на ритъма, който е превърнат в основен фактор. Ритъмът е необичайно въздействащ и динамичен, той управлява танца, на негов фон мелодиите са мимолетни. Музиката на произведението е със сложен метричен характер, а нейният непостоянен ритъм се подчертава от мощна перкусия. Експериментите на Стравински с битоналността, които той прави в „Жар-птица“ и „Петрушка“, в „Пролетно тайнство“ стигат своя логичен завършек. Критиците, описвайки тази музиката, намират аналогия с кубизма в живописта – музикалните линии се пресичат и врязват една в друга, взаимодействат и се наслагват.

### Инструментация
Оркестърът е голям, но композицията има по-скоро камерно звучене, като на отделните инструменти и групи от тях е определена своя отличителна роля. Освен струнни инструменти, той включва: 

#### Дървени духови инструменти
- Три флейти
- Пиколо флейта (малка флейта)
- Алтова флейта
- Четири обоя
- Английски рог (алтов обой)
- Три кларинета in B♭ и A
- Пиколо кларинет (кларинет in E♭)
- Бас кларинет
- Четири фагота
- Два контрафагота

#### Медни духови инструменти
- Осем валдхорни
- Тромпет in D
- Четири тромпета in C
- Два тромбона
- Басов тромбон
- Две басови туби

#### Перкусии
- Пет тимпана
- Голям барабан
- Малък барабан
- Триангел
- Тамбурина
- Чинели
- 2 антични чинели in A♭ and B♭
- Гуиро

### Структура
| Название на хореографски номер на френски/руски                             | Хореографски номер                                                   | Описание |                                                                      |
| Част I: Поклонение на Земята (L'Adoration de la Terre/Поцелуй Земли)        | Част I: Поклонение на Земята (L'Adoration de la Terre/Поцелуй Земли) | Част I: Поклонение на Земята (L'Adoration de la Terre/Поцелуй Земли)                                                                            | Част I: Поклонение на Земята (L'Adoration de la Terre/Поцелуй Земли) |
| --------------------------------------------------------------------------- | -------------------------------------------------------------------- | --- | -------------------------------------------------------------------- |
| Introduction/Вступление                                                     | Интродукция                                                          | Оркестърът създава картина на събуждането на природата.                                                                                         |                                                                      |
| Les Augures printaniers/Весенние гадания. Пляски щеголих                    | Пролетни гадания                                                     | Празнува се пролетта, старица пророкува бъдещето, танцуват пременени и накичени девойки.                                                        |                                                                      |
| Jeu du rapt/Игры умыкания                                                   | Игри на отвличане                                                    | Навлиза редица от девойки, те изпълняват „Танци на отвличане“.                                                                                  |                                                                      |
| Rondes printanières/Вешние хороводы                                         | Пролетни хора̀                                                        | Млади девойки танцуват кръгово хоро. |                                                                      |
| Jeux des cités rivales/Игры двух городов                                    | Игри на съперничащи градове                                          | Хората се делят на две групи – една срещу друга, започва се ритуалът на съперничащи племена. Младежите танцуват, демонстрирайки сила и дързост. |                                                                      |
| Cortège du sage: Le Sage/Шествие Старейшего-мудрейшего                      | Шествие на старците. Мъдрецът                                        | Шествието на старците въвежда Мъдреца. Той спира игрите.                                                                                        |                                                                      |
| Embrasse de la terre/Поцелуй земли                                          | Целуване на земята                                                   | Мъдрецът благославя земята с целувка. Забележка: Този номер е включен само в някои постановки.                                                  |                                                                      |
| Danse de la terre/Выплясывание земли                                        | Танцът на земята                                                     | Всички участват в ритуален танц на пречистване и единение със земята.                                                                           |                                                                      |
| Част II: Великата жертва (Le Sacrifice/Великая жертва)                      |                                                                      | |                                                                      |
| Introduction/Вступление                                                     | Интродукция                                                          | |                                                                      |
| Cercles mystérieux des adolescentes/Тайные игры девушек. Хождение по кругам | Тайнствено кръжене на млади девойки                                  | Девойките движат се в кръг, те участват в тайна игра за избор на жертвата.                                                                      |                                                                      |
| Glorification de l'élue/Величание избранной                                 | Възхвала на избраната                                                | Една от девойките два пъти се оказва в кръга, тя е избраната от съдбата. Девойките възвеличават избраната, танцувайки около нея.                |                                                                      |
| Evocation des ancêtres/Взывание к праотцам                                  | Призоваване на праотците                                             | С кратък танц девойките призовават праотците.                                                                                                   |                                                                      |
| Action rituelle des ancêtres/Действо старцев – праотцев человечьих          | Ритуалът на праотците                                                | Избраната е поверена на грижите на праотците.                                                                                                   |                                                                      |
| Danse sacrale (L'Élue)/Великая священная пляска (Избранницы)                | Танцът на жертвоприношението                                         | В присъствие на старците избраната изпълнява танца на жертвоприношението, докато пада мъртва.                                                   |                                                                      |

### Действащи лица
- Избраната
- Мъдрецът
- Старицата
- Младежът
- Старци, младежи, девойки

## 100-годишнината на балета
100-годишният юбилей на балета „Пролетно тайнство“ се отбелязва с постановки на балетни театри по цял свят:
- Балет на Сан Франциско (San Francisco Ballet), хореография на американски балетмайстор от руски произход, Юри Посохов (Yuri Possokhov), премиера на 26 февруари 2013.
- Балет на Хюстън (Houston Ballet), хореография на австралийски балетмайстор, Стентън Уелч (Stanton Welch), премиера на 7 март 2013.
- Полски национален балет (Polski Balet Narodowy, Polish National Ballet) с три версии на балета: възстановените постановки с хореографии на Нижински и Бежар, и нова постановка на израелски балетмайстор Емануел Гат (Emanuel Gat), Варшава, април 2013.
- Балет на Мариински театър с 2 версии на балета: възстановената хореография на Нижински и нова постановка на немска балетмайсторка, Саша Валц (Sasha Waltz). Представени са в Мариинския театър в Санкт Петербург и в театъра Шанз-Елизе в Париж.
- Куин Елизабет хол (Queen Elizabeth Hall), Оракулът – соло изпълнение на Пол Уайт (Paul White), хореография на австралийска балетмайсторка Мерил Танкард (Meryl Tankard) 31 май 2013 г., Лондон.
- Нидерландски национален балет, хореография на американски балетмайстор от китайски произход, Шен Уей (Shen Wei), премиера на 15 юни 2013 г., Амстердам.
- Балет Тълса (Tulsa Ballet), хореография на Адам Хоугланд (Adam Hougland), премиера на 27 септември 2013, Тълса (Оклахома).
- Кралски балет на Ковънт Гардън (The Royal Ballet), възстановена постановка на Кенет МакМилън, 9 ноември 2013 г. със Зинаида Яновски като Избраната.
- Болшой театър с 4 версии на балета: възстановена постановка с хореография на Вацлав Нижински, Финландски национален балет (Suomen Kansallisbaletti); възстановена постановка с хореография на Бежар, Бежар Балет Лозана (Bejart Ballet Lausanne); възстановена постановка с хореография на Пина Бауш, Танцтеатър Вупертал Пина Бауш (Tanztheater Wuppertal Pina Bausch); нова постановка на хореографка от Екатеринбург, Татяна Баганова.[62][63]
- Джофрей Балет (Joffrey Ballet) с няколко представления: Тексаски университет, 5 – 6 март 2013; Масачузетски университет, 14 март 2013 г.; с Кливлъндски оркестър, 17 – 18 август 2013 г.[64][65][66]